# Титок Дмитро Миколайович
Дмитро́ Микола́йович Тито́к (1987—2014) — старший сержант Збройних сил України (посмертно — прапорщик), інструктор з водіння 169-го навчального центру Сухопутних військ. Учасник російсько-української війни, боїв під Дебальцевим 2014 року.

## Життєпис
Народився 1987 року в с. Карпилівці Козелецького району Чернігівської області. 1990 року родина переїздить до смт Десна Козелецького району, де 2004-го Дмитро закінчив загальноосвітню школу смт Десна. 2007 року закінчив Чернігівський кооперативний технікум.
З 30 липня 2007 року проходив військову службу за контрактом у лавах Збройних Сил України: у 2007—2011 був водієм роти забезпечення 718-го окремого навчального автомобільного батальйону в 169-му центрі «Десна». У квітні 2011 призначений командиром відділення в автомобільному батальйоні. У січні 2013 року призначений на посаду інструктора з водіння взводу в автомобільному батальйоні.

### Російсько-українська війна
З 14 липня 2014 року брав участь в бойових діях війни на сході України. Проходив службу на посаді водія гранатометного взводу ротної тактичної групи 169-го навчального центру.
31 серпня 2014 року загинув при виконанні бойового завдання поблизу Дебальцевого, внаслідок інтенсивного обстрілу під час бойового чергування на блокпосту. Разом з ним загинули капітан Бондаренко, старший сержант Савченко та сержант Шелепаєв.
Похований 3 вересня 2014 року в селі Лутава Козелецького району Чернігівської області.
Без Дмитра лишились батьки.

## Нагороди і вшанування
- Орден «За мужність» III ступеня (31 жовтня 2014, посмертно) — за особисту мужність і героїзм, виявлені у захисті державного суверенітету та територіальної цілісності України, вірність військовій присязі.[3]
- Його портрет розміщений на меморіалі «Стіна пам'яті полеглих за Україну» у Києві: секція 4, ряд 4, місце 3
- жовтнем 2015 року в смт Десна на будинку, де мешкав Дмитро, йому відкрито меморіальну дошку
- Його ім'я викарбуване на меморіальній дошці, встановленій у жовтні 2016 року на будівлі Чернігівського кооперативного технікуму в пам'ять про загиблих воїнів-випускників